# Пепломер

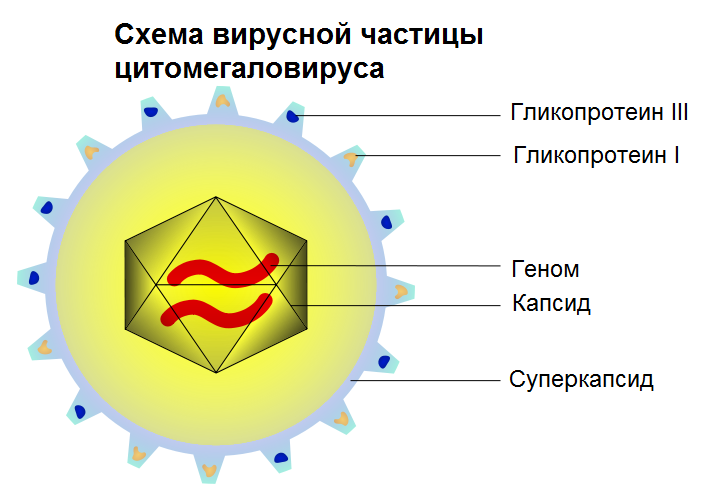
Схема оболонкового вірусу на прикладі цитомегаловірусу

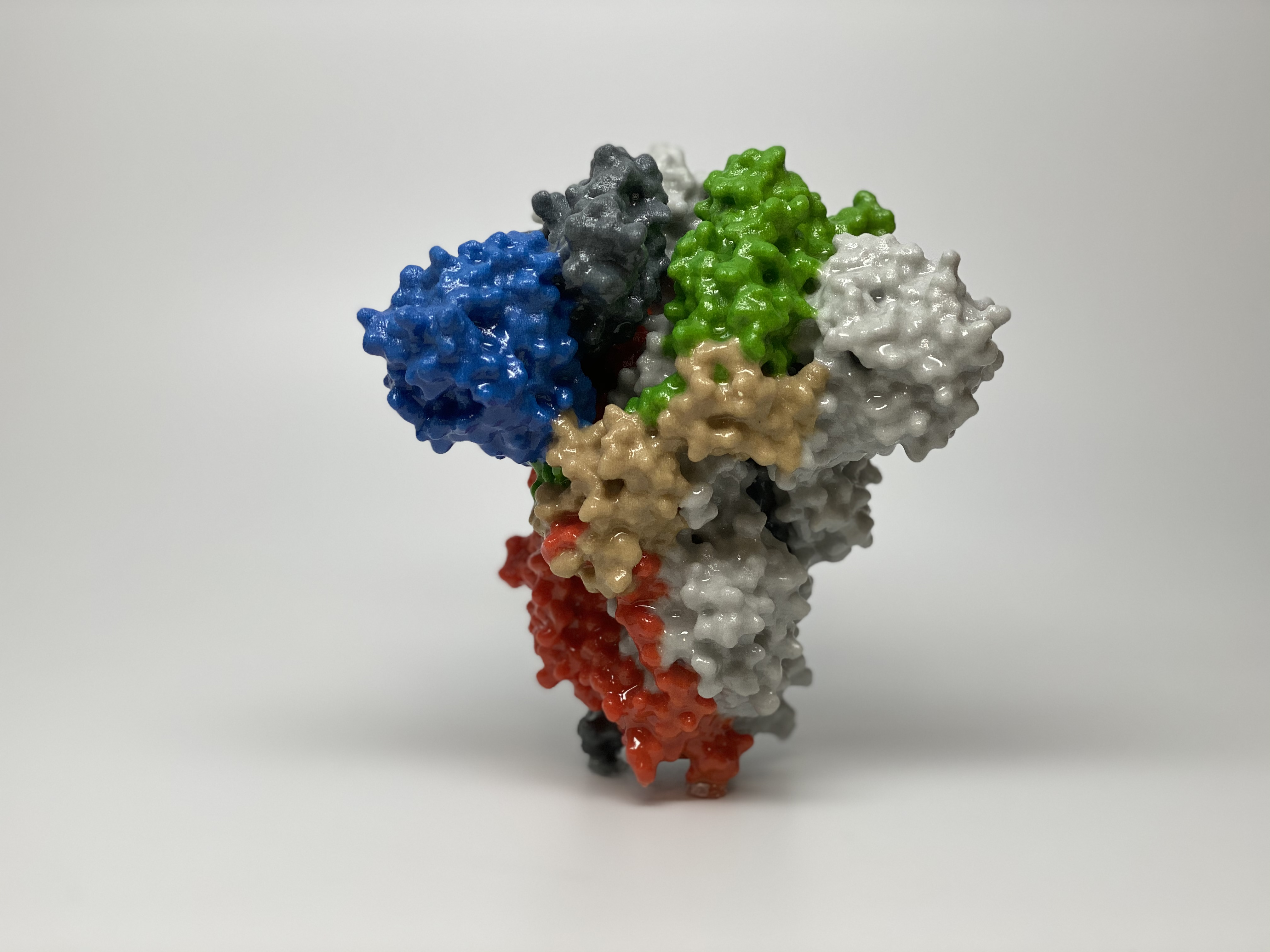
Будова пепломера вірусу SARS-CoV-2 (3D-друк)

Пепломери (від грец. πέπλος — покрив, мантія) (фібри, виступи, шипики, шипи, шиповидні відростки, спайки) — виражені структури у вигляді відростків на ліпопротеїновій оболонці (суперкапсиді), що оточує віріон. Як правило, складається з глікопротеїнів (spike protein, S-білок),

## Склад і будова
Пепломери, як правило, складаються з глікопротеїнів і можуть як пронизувати ліпопротеїновий шар суперкапсида віріона, так і не доходити до капсиду. Довжина — 5-10 нм.
Пепломер може складатися з окремих мембранних білків або збиратися з утворенням димерів або тримерів, причому субодиниці можуть бути однаковими (гомомер) або різними (гетеромер).
У різних вірусів пепломери мають різну будову:
- Для вірусів грипу (ортоміксовируси) характерна наявність двох типів пепломерів: один (H) — складається з гемаглютиніну, а інший (N) — з нейрамінідази.
- У вірусів парагрипу (параміксовируси) один тип пепломерів складається з гемаглютиніну і нейрамінідази (HN), а другий — з «білка злиття» (F).
- У рабдовірусів є лише один тип пепломерів, що складається з одного глікопротеїну.
- Пепломери у коронавірусів нагадують сонячну корону, завдяки чому вони і отримали свою назву. Для коронавірусів характерна наявність двох типів пепломерів: gpS (трансмембранний прикріпний глікопротеїн) і НЕ (глікопротеїн, який викликає злиття мембран).

## Функціональна роль
Пепломери виконують наступні дві основні функції:
1. Рецепція та прикріплення. Дозволяє вірусу розпізнавати специфічні клітинні рецептори і взаємодіяти з ними.
2. Проникнення. Дозволяє зливатися з клітинними мембранами, що дозволяє геному вірусу проникнути всередину клітини.